# Chrostosoma plagiata
Chrostosoma plagiata là một loài bướm đêm thuộc phân họ Arctiinae, họ Erebidae.